# کوره آزمایشگاهی

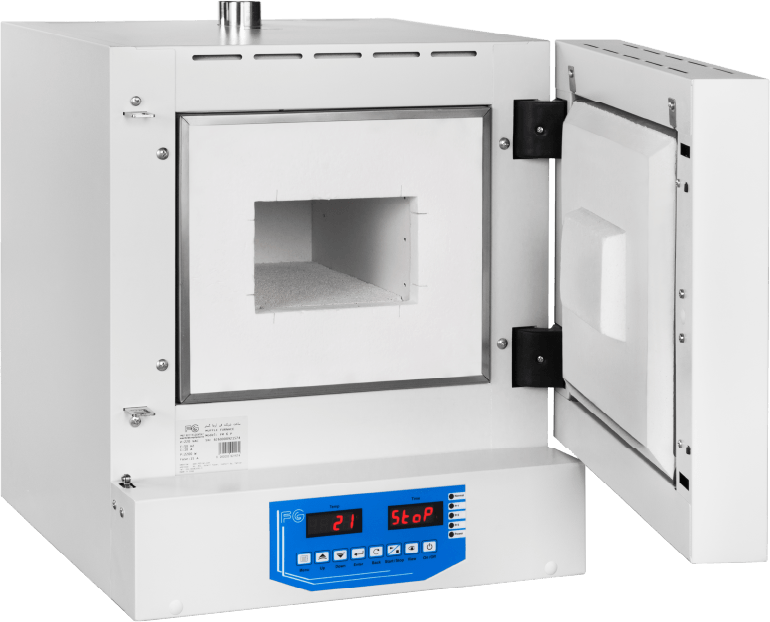
دستگاه کوره‌ آزمایشگاهی

کوره‌ آزمایشگاهی ابزاری است جهت انواع عملیات حرارتی در مقیاس کوچک. کوره آزمایشگاهی معمولا دارای کنترل دما دقیق و یکنواختی گرمادهی در فضای داخلی می باشد. عملیات حرارتی معمولا شامل پخت قالب ، پخت لعاب سرامیکی، استریل کردن، خاکستر کردن و دیگر کاربردهای آزمایشگاهی می باشد.
ابعاد کوره آزمایشگاهی از یک لیتر تا 1000 لیتر و دما از 500 تا 1200 درجه سانتیگراد (وحتی بالاتر تا 1700 درجه سانتیگراد) می تواند باشد.
برخی کوره های آزمایشگاهی دارای قابلیت اتمسفر کنترل یا اتمسفر خلا ، هواگردشی یا خنک سازی سریع هستند.
آزمایشگاه های پزشکی ، کارگاه های دندانسازی ، آزمایشگاه مواد غذایی و آزمایشگاه های تحقیقاتی دانشگاهی از کوره های آزمایشگاهی استفاده می کنند. همچنین آزمایشگاه‌های مهندسی عمران از کوره‌ها برای خشک کردن آسفالت، خاک، سنگ یا نمونه‌های بتن استفاده می‌کنند.
کوره آزمایشگاهی FG 